# Pusakot Chiudi
Pusakot Chiudi (nep. पुसाकोट) – gaun wikas samiti w zachodniej części Nepalu w strefie Bheri w dystrykcie Dailekh. Według nepalskiego spisu powszechnego z 2011 roku liczył on 932 gospodarstwa domowe i 4887 mieszkańców (2459 kobiet i 2428 mężczyzn).